# Bleptina curvilinea
Bleptina curvilinea är en fjärilsart som beskrevs av John Henry Leech 1900. Bleptina curvilinea ingår i släktet Bleptina och familjen nattflyn. Inga underarter finns listade i Catalogue of Life.